# 群擴張
在抽象代數中，設 {\displaystyle Q} 為群，若存在群 {\displaystyle G,N}，及群的正合序列
{\displaystyle 1\to N{\stackrel {i}{\to }}G{\stackrel {p}{\to }}Q\to 1}
（換言之，{\displaystyle i} 是單射、{\displaystyle p} 是滿射，且 {\displaystyle \mathrm {Ker} (p)=\mathrm {Im} (i)}；是故可視 {\displaystyle N} 為 {\displaystyle G} 的正規子群，{\displaystyle G/N\simeq Q}。）則稱群 {\displaystyle G} 為 {\displaystyle Q} 的群擴張，或稱 {\displaystyle Q} 對 {\displaystyle N} 的扩张。
由短正合序列的同構關係，可以定義群擴張的等價類。若某個群擴張等價於
{\displaystyle 1\to N\to N\times Q\to Q\to 1}
則稱此擴張為平凡擴張。當 {\displaystyle N} 落在 {\displaystyle G} 的中心時，稱之為中心擴張。

## 分類
一般的群擴張不易分類。若限定 {\displaystyle G} 為阿貝爾群，則 {\displaystyle Q} 對 {\displaystyle N} 的擴張等價類一一對應於 {\displaystyle \mathrm {Ext} _{\mathbb {Z} }^{1}(Q,N)}（參見條目 Ext函子）。
另一方面，若在群擴張 {\displaystyle 0\to A\to E\to G\to 1} 中，{\displaystyle A} 為阿貝爾群，可任取一截面 {\displaystyle s:G\to E}（s 不一定是群同態），群 {\displaystyle G} 以共軛方式 {\displaystyle a\mapsto s(g)as(g)^{-1}} 在 {\displaystyle A} 上作用。這類擴張的等價類由群上同調 {\displaystyle H^{2}(G,A)} 分類，並具有自然的群結構。最常見的例子是中心擴張。

## 李代數的擴張
利用同樣作法，也可以定義李代數的擴張。此即李代數的正合序列
{\displaystyle 0\to {\mathfrak {a}}\to {\mathfrak {e}}\to {\mathfrak {g}}\to 0}
若 {\displaystyle [{\mathfrak {a}},{\mathfrak {e}}]=0}，稱之為中心擴張。